# Friedrich von Flotow
Friedrich Adolf Ferdinand Freiherr von Flotow, (Landgoed Teutendorf (nu: Sanitz), 27 april 1812 – Darmstadt, 24 januari 1883) was een Duits componist.

## Levensloop
Von Flotow was de zoon van edelman Wilhelm von Flotow, die dwarsfluit speelde, en zijn echtgenote, Caroline Sophie, die zong en piano speelde. Hij verkreeg zijn eerste muzieklessen van zijn ouders en verder muziekonderwijs van leraren in Lübchin en Lüdershagen. Op advies van zijn moeder kreeg hij ook orgelles bij de organist Thiem in Güstrow. De ouders waren van plan hun zoon tot rechtskundige, ambtenaar of diplomaat te maken, maar hun zoon wilde musicus worden. Op zijn eerste reis naar Parijs van 1828 tot 1830 moest hij de Franse taal beter gaan beheersen en het leven in de Franse hoofdstad leren kennen. Zover wij nu weten heeft hij muziek gestudeerd compositie bij Antonín Rejcha en piano bij Johann Peter Pixis. Om niet in de onlusten van de Julirevolutie van 1830 terecht te komen, keerde hij voor een korte tijd terug naar het landgoed van zijn ouders in Duitsland. Daar schreef hij zijn eerste werken Pierre et Colombine, Rob Roy en La duchesse de Guise. In 1831 ging hij terug naar Parijs om verder te studeren.
Eerst schreef hij werken voor piano en liederen. Deze werken zijn meestal in Güstrow in Mecklenburg-Voor-Pommeren gepubliceerd. Maar de Berlijnse muziekcriticus Ludwig Rellstab keurde ze niet goed. Zo kwam het, dat Von Flotow zich op het schrijven van opera's ging toeleggen. Hij zocht naar goede libretti en zijn eerste opera's ontstonden: Die Bergknappen en Alfred der Große in 1833. Deze werken werden slechts in kleine theaters of ook in aristocratische privékringen uitgevoerd. In 1839 scoorde hij met de opera Le Naufrage de la Méduse zijn eerste succes.
Alhoewel Von Flotow zijn doorbraak op een van de grote Parijse operapodia verwachtte, werd zijn naam door twee Duitstalige opera's beroemd: Alessandro Stradella in 1844 en Martha of "De markt van Richmond" in 1847. Het libretto voor beide werken schreef de aan het Thalia theater in Hamburg als dichter en vertaler werkzame Friedrich Wilhelm Riese, die Von Flotow in Parijs had ontmoet.
Door de gebeurtenissen van de revolutie in 1848 op de vlucht geslagen, keerde Von Flotow naar Mecklenburg terug. Hij bekommerde zich naast het componeren ook om het landgoed van zijn moeder (zijn vader was intussen overleden).
Geruime tijd was hij in Wenen, om dan in 1855 directeur van het hoftheater in Schwerin te worden. Hij vervulde deze functie tot 1863. Wederom ging hij aansluitend voor een geruime tijd naar Parijs, maar in 1868 vertrok hij met zijn derde echtgenote naar hun landgoed Reichenau vlak bij Wenen. Met zijn opera L'Ombre (Zijn schaduw) uit 1870 beleefde hij nog een groot succes. In zijn laatste levensjaren pendelde hij tussen Parijs, Wenen en Italië. Zijn gezichtsvermogen verminderde snel. Zijn laatste levensjaar bracht hij op het landgoed Heiligenkreuzberg in Darmstadt door. Enkele dagen voor zijn overlijden schreef hij nog het lied Der blinde Musikant (De blinde muzikant).
Friedrich von Flotow schreef rond 30 opera's, concerten, kamermuziek, toneelmuziek, liederen en vier balletten. De muziekschool van de Landkreis Bad Doberan draagt zijn naam: Kreismusikschule "Friedrich von Flotow" Bad Doberan.

## Composities

### Werken voor orkest
- 1830 Concert, voor piano en orkest
- Fackeltanz, voor orkest

### Werken voor harmonieorkest
- Marsch nach Motiven der Oper "Die Großfürstin Sophia Catharina"

### Muziektheater

#### Opera's
| Voltooid in     | titel | aktes                                                                             | première | libretto |
| --------------- | --- | --------------------------------------------------------------------------------- | --- | --- |
| 1830-1831       | Pierre et Cathérine | 2 aktes                                                                           | 1833, Parijs | Jules Henri Vernoy de Saint-Georges |
| 1833            | Die Bergknappen | 2 aktes                                                                           | | Theodor Körner |
| 1833-1835       | Alfred der Große | 2 aktes                                                                           | niet uitgevoerd | Theodor Körner |
| 1836            | Rob Roy (oorspronkelijk: Rob le Barbe) | 1 akte                                                                            | september 1836, Royaumont | Paul Duport en Pierre-Jean-Baptiste Desforges, naar Walter Scott |
| 1836            | Sérafine | 2 aktes                                                                           | 30 oktober 1836, Royaumont | Pierre-Jean-Baptiste Desforges, naar Frédéric Soulier |
| 1837            | Alice | 2 aktes                                                                           | 8 april 1837, Parijs, Hôtel Castellane | Comte Honoré de Sussy en Darnay de Laperrière |
| 1837/1868       | La Lettre du préfet | 1 akte                                                                            | 1837, Parijs, Salon Gressier | Edouard Bergounioux |
| 1838; rev. 1840 | Le Comte de Saint-Mégrin; rev. als Le Duc de Guise | 3 aktes                                                                           | 10 juni 1838, Royaumont | François de la Bouillerie en Charles de la Bouillerie, naar Alexandre Dumas de oudere, «Henri III et sa cour» |
| 1838            | Lady Melvil | 3 aktes                                                                           | 15 november 1838, Parijs, Théâtre de la Renaissance | Jules Henri Vernoy de Saint-Georges en Adolphe de Leuven |
| 1838            | L'Âme en peine (L'Âme jalouse) | 2 aktes                                                                           | 29 juni 1846, Parijs, Opéra Garnier | Jules Henri Vernoy de Saint Georges |
| 1839            | L'Eau merveilleuse | 2 aktes                                                                           | 30 januari 1839, Parijs, Théâtre de la Renaissance | Thomas Marie François Sauvrage |
| 1839            | Le Naufrage de la Méduse | 2 aktes                                                                           | 31 mei 1839, Parijs, Théâtre de la Renaissance | Hippolyte Cogniard en Théodore Cogniard |
| 1840            | Les Pages de Louis XI |                                                                                   | 1840, Parijs, Théâtre de la Renaissance | Thédore de Villeneuve en Daniel-Alexandre-François Barrière |
| 1843 1852 1878  | L'Esclave de Carmoëns; in 1852 herwerkt als: Indra, das Schlangenmädchen; in 1878/I herwerkt als: Zora l'enchanteresse; in 1878/II herwerkt als: Alma l'incantatrice | 1 akte; herwerkte versie (1852): 3 taferelen; herwerkte versie (1878)/II: 4 aktes | 1 december 1843, Parijs, Opéra Comique; herwerkte versie (1852): 18 december 1852, Wenen, Kärntnertortheater; herwerkte versie (1878)/I: 1878, Parijs; herwerkte versie (1878)/II: 9 april 1878, Parijs, Théâtre-Italienne | Jules Henri Vernoy de Saint-Georges; herwerkte versie (1852): Gustav Heinrich Gans zu Putlitz; herwerkte versie (1878)/I: Jules Henri Vernoy de Saint-George; herwerkte versie (1878)/II: Achille Lauzières de Thémines |
| 1843-1844       | Alessandro Stradella | 3 aktes                                                                           | 30 december 1844, Hamburg, Stadttheater | Friedrich Wilhelm Riese |
| 1847            | Martha of "De markt van Richmond" | 4 aktes                                                                           | 25 november 1847, Wenen, Kärntnertortheater | Friedrich Wilhelm Riese |
| 1850            | Die Großfürstin Sophia Catharina |                                                                                   | 19 november 1850, Berlijn, Königliche Oper | Charlotte Bich-Pfeiffer |
| 1852            | Rübezahl | 3 aktes                                                                           | 13 augustus 1852, Retzin | Gustav Heinrich Gans zu Putlitz |
| 1855-1856       | Albin of "Der Pflegesohn" | 3 aktes                                                                           | 12 februari 1856, Wenen, Kärntnertortheater | Salomon Hermann von Mosenthal, naar Vaudeville, "Les Deux Savoyards" |
| 1856            | Le Vannier | 3 aktes                                                                           | 1856 voor Parijs, niet uitgevoerd | Jules Henri Vernoy de Saint Georges en Léon Halévy, eigenlijk: Heymann Lévy |
| 1857            | Johann Albrecht, Herzog von Mecklenburg; (ook later: Andreas Mylius getiteld)                                                                                        | 3 aktes                                                                           | 26 mei 1857, Schwerin, Hoftheater (ter gelegenheid van de inwijding van het kasteel) | Eduard Hobein |
| 1857            | Pianella | 1 akte                                                                            | 27 december 1857, Schwerin | Emil Pohl, naar Pergolesi, "La serva padrona" |
| 1861            | Zilda ou La Nuit des dupes (Conte de mille et une nuits) | 2 aktes                                                                           | 28 mei 1866, Parijs, Opéra-Comique | Jules Henri Vernoy de Saint-Georges en Henri-Charles Chivot |
| 1864            | Der Königsschuß |                                                                                   | 22 mei 1864, Schwerin | Theodor Schloepke |
| 1865            | La Châtelaine (De sprookjeszoeker) | 2 aktes                                                                           | niet uitgevoerd | Grandjean |
| 1868            | Am Runenstein, 2 afdelingen; - 1. Das Inselfest 2. Traum und Erwachen                                                                                                | 2 aktes; 4 schilderijen                                                           | 13 april 1868, Praag, Ständetheater (Stavovské divadlo) | Richard Genée |
| 1869            | Die Musikanten | 3 aktes                                                                           | 19 juni 1887, Mannheim, Nationaltheater | Richard Genée |
| 1869            | Sakuntala |                                                                                   | 1869, Schwerin | Carlo d'Orneville, naar Wolzogens bewerking van de Sakuntula des Kalidasa |
| 1870            | L'Ombre (Zijn schaduw) | 3 aktes                                                                           | 7 juli 1870, Parijs, Opéra Comique | Jules Henri Vernoy de Saint-Georges en Adolphe Charles de Leuven |
| 1871-1872       | La Fleur d'Harlem |                                                                                   | 1876, Turijn | Jules Henri Vernoy de Saint-Georges en Adolphe Charles de Leuven, naar Alexandre Dumas de oudere, «La Tulipe noire» |
| 1877            | Rosellana | 3 aktes                                                                           | niet uitgevoerd | Lauzières de Thémines |
|                 | Der hölzerne Säbel |                                                                                   | | Ludwig Gabillon, naar August von Kotzebue |

#### Operettes
| Voltooid in | titel                                                        | aktes  | première                                                                                                  | libretto                           |
| ----------- | ------------------------------------------------------------ | ------ | --- | ---------------------------------- |
| 1859        | La Veuve Grapin (Veuve Camus); 2e versie als: Madame Bonjour | 1 akte | 21 september 1859, Parijs, Bouoffes parisiens; 2e versie: 1 juni 1861, Wenen, Theater am Franz-Joseph-Kai | Philippe Auguste Pittaud de Forges |

#### Balletten
| Voltooid in | titel | aktes   | première                                | libretto                                                                       | choreografie    |
| ----------- | --- | ------- | --------------------------------------- | ------------------------------------------------------------------------------ | --------------- |
| 1844        | Lady Henriette ou "La Servante de Greenwich"; 2e akte van Friedrich Burgmüller; 3e akte van Edouard-Marie-Ernest Deldevez | 3 aktes | 21 februari 1844, Parijs, Opéra Garnier | Jules Henri Vernoy de Saint-Georges, naar de Vaudeville «La Comtesse d'Egmont» | Joseph Mazilier |
| 1856        | Die Libelle ("La Demoiselle" of "Le Papillon" of "Dolores")                                                               | 2 aktes | 1856, Bad Doberan en Schwerin           | Markwort                                                                       |                 |
| 1858        | Die Gruppe der Thetis |         | 18 augustus 1858, Schwerin              | Markwort                                                                       |                 |
| 1861        | Der Tannkönig, ein Weihnachtsmärchen                                                                                      |         | 22 december 1861, Schwerin              | Eduard Hobein                                                                  |                 |

#### Muziek voor toneelstukken
- Wintermärchen muziek voor het toneelstuk van William Shakespeare

### Vocale muziek
- Ja, was nun?, voor sopraan en piano (of: orkest)
- Jägerin, schlau im Sinn, voor sopraan en piano (of: orkest)

### Kamermuziek
- Sonate in A-groot, voor viool en piano, op. 14
- Strijkkwartet in C-groot
- Trio de Salon, voor viool, cello en piano
- Twaalf kleine stukken, voor cello en piano (samen met Jakob Eberscht). Eberscht was afkomstig vanuit een Joodse kantorenfamilie uit Keulen en noemde zich in Frankrijk Jacques Offenbach.

## Publicaties
- Erinnerungen aus meinem Leben, in: Vor den Coulissen, (Lewinsky), 1884